# Индоевропейска основа на праславянската фонетична система
Индоевропейската основа на праславянската фонетична система е отправна точка в сравнително-историческата фонетика на славянските езици.
Индоевропейският праезик се развива и се разчленява на диалекти, преди окончателно да се разпадне. Фонетичната система през последния период от съществуването на индоевропейския праезик се разглежда като изходна точка в развитието на фонетичната система на праславянския език.

## Вокална система
Системата на гласните през последния период от съществуването на индоевропейския праезик традиционно (според младограматиците) се смята, че включва 5 нормални („пълни“) гласни, които са дълги и кратки: ă, ā, ŏ, ō, ĕ, ē, ĭ, ī, ŭ, ū и 1 или 2 редуцирани вокала от типа ә1 (ā, ō, ē); ә2 (ă, ŏ, ĕ). Гласните ă, ā, ŏ, ō, ĕ, ē са съществували само в силна (ударена) позиция, докато редуцираните ә1 и ә2 – само в слаба (неударена) позиция. Дали ĭ, ī, ŭ, ū са употребявани в силна позиция, не може да се каже със сигурност.
| Силна позиция | Силна позиция | Силна позиция | Силна позиция | Силна позиция | Силна позиция |  | Слаба | Слаба | Слаба | Слаба | Слаба | позиция |
| ĭ, ī          |               |               |               | ŭ, ū          |               |  | ĭ, ī  |       |       |       | ŭ, ū  |         |
|               | ĕ, ē          |               | ŏ, ō          |               |               |  |       |       | ә2    |       |       |         |
|               |               | ă, ā          |               |               |               |  |       |       | ә1    |       |       |         |

Тази вокална система не е запазена в нито един от езиците от индоевропейското езиково семейство. Редуцираните гласни звукове изчезват, което води до опростяване на системата. В диалектите, станали основа на праславянския език:
- ә1
  - в начална сричка преминава в o (*stojati),
  - в друга позиция изчезва: индоевропейски *dhugәtēr, санскрит duhita, праславянски *dŭktī, старобългарски дъшти.
- ә2 се слива или с ĭ, или с ŭ, откъдето в праславянски:
  - ĭ > ь
  - ŭ > ъ

В диалектите, от които произлизат германските, балтийските и славянските езици, ă и ŏ се сливат в една гласна:
- в балтийски и германски ă ≡ ŏ > a
- в праславянски ă ≡ ŏ > o

Индоевропейските гласни ā и ō също се сливат, но само в диалектите, от които произлизат германските и славянските езици:
- в германски ā ≡ ō > o
- в праславянски ā ≡ ō > a

След гореописаните промени в прагермански и праславянски език се оформя следната вокална система:
| ĭ, ī | ŭ, ū        |
| ĕ, ē | ă, ā (ŏ, ō) |

## Система на сонантите и дифтонгите
В индоевропейски съществуват сонорни съгласни, които в определена позиция има сричкотворна функция: те са на границата между гласните и съгласните и в различни случаи изпълняват една от тези функции. Такива са:
- плавните r и l
- носовите m и n
- полугласните i и u

Тези звукове са сричкотворни
- в началото на думата пред съгласен звук
- в средата на думата между два съгласни звука.

Сричкотворните сонанти в индоевропейския праезик съществуват само в слаба (неударена) позиция.
В останалите случаи (между гласни или между гласна и съгласна) те имат консонантна функция.
Сонантните звукове участват и в образуване на дифтонги, които в индоевропейски са низходящи, т.е. образувани от гласен и сонантен звук:
| ĕi, ēi | ĕu, ēu | ĕn, ēn | ĕm, ēm | ĕr, ēr | ĕl, ēl |
| ŏi, ōi | ŏu, ōu | ŏn, ōn | ŏm, ōm | ŏr, ōr | ŏl, ōl |
| ăi, āi | ău, āu | ăn, ān | ăm, ām | ăr, ār | ăl, āl |

Още преди разпадането на индоевропейския език изчезва разликата между кратки и дълги дифтонги. Дифтонгите в индоевропейски се срещат само в силна (ударена) позиция.

## Консонантна система
Ядрото на индоевропейската система от съгласни в последния период от съществуването на индоевропейския праезик се образува от шумови съгласни, по-специално подсистемата на преградните:
|          |               | звучни       | звучни         | беззвучни      |              |             |
| лабиални | лабиални      | bh           | b              | p              |              |             |
| дентални | дентални      | dh           | d              | t              |              |             |
|          | палатални     | g’h          | g’             | k’             |              | Сатем езици |
| веларни  | чисти         | gh           | g              | k              | Кентум езици | Сатем езици |
|          | лабиализирани | guh          | gu             | ku             | Кентум езици |             |
|          |               | придихателни | непридихателни | непридихателни |              |             |

В нито един индоевропейски език не са засвидетелствани и трите групи веларни съгласни, а – пряко или косвено – само по две от тях. В кентум езиците се противопоставят чисти на лабиализирани, а в сатем езиците – чисти на палатални. Предполага се, че от фрикативните съгласни индоевропейският праезик познава само s, а звучната z е само позиционен вариант (няма фонологична стойност). В някои диалекти на късния индоевропейски праезик, предимно източни, сред които и тези, от които произлиза праславянски, се наблюдава тенденция за възникване на особен позиционен вариант: s > ch > ś след гласните i и u, след съгласните k и r и при наличие на гласна след s:
| Индоевропейски | Праславянски |
| isV            | ьsV, ěsV     |
| usV            | ъsV, ysV     |
| ksV            | ksV          |
| rsV            | rsV          |

Например: индоевропейски *mais-, санскрит *mesah, авестийски *maeša, литовски maišas, праславянски *měchъ (мях).
Проф. Иван Леков смята, че по-важни са постпозиционните условия, т.е. наличието на гласна след s, докато без гласна след s не се извършва промяна: bychomъ, bychъ, но byste. Проф. Леков смята още, че не е ясен въпросът, дали развитието на s > ch в праславянски не е преминало през междинен етап s > š >ch. Привържениците на тезата за съществуване на балтославянска езикова общност подкрепят такова становище, тъй като в балтийските езици тази промяна се наблюдава като s > š.

## Ларингален модел
Предполага се, че в ранния индоевропейски праезик съществуват т.нар. ларингали, чийто характер е неизяснен. Остатъци от тях се срещат в арменския. Изчезването на ларингалите се отразява на интонацията и дължината на гласните: напр. пред гласна ларинглаът изчезва или без компенсация или само с промяна на тембъра на гласната, а след гласна ларингалът се компенсира с удължаването ѝ. Това е едно от обясненията на появата на дълги гласни в индоевропейския праезик.
Фердинанд дьо Сосюр предлага през 1879 г. ларингалния модел на фонетичната система н а индоевропейския праезик. Той се състои в следното:
- Съществуват три фонетични елемента: H1, H2 и H3.
- При непосредствено съседство с гласна e тези елементи изпадат, като водят до промени:

| H1e > e | H1o > o | eH1 > ē | oH1 > ō | H1ē > ē | H1ō > ō |
| H2e > a | H2o > o | eH2 > ā | oH2 > ō | H2ē > ā | H2ō > ō |
| H3e > o | H3o > o | eH3 > ō | oH3 > ō | H3ē > ō | H3ō > ō |

- При нулева степен на гласната e ларингалите се вокализират в една и съща гласна или по аналогия на други корени (в санскрит *i, в праславянски *o, в гръцки и латински *a).

### Предимства на ларингалния модел пред модела на младограматиците
- Няма разлика между моноконсонантни (с една съгласна) и биконсонантни (с две съгласни) корени: *dheH1-, *steH2-, *deH3-; *H1es-, *H2eg’-, *H3oku-
- Гласната e е основна, o е нейна степен, а a е получена от нея и ларингал (H2e > a, H2ē > ā, eH2 > ā).
- Има само едно степенуване на гласни: e : o.

## Най-съществени промени в индоевропейската консонантна система
В отделните индоевропейски диалекти, от които произлизат езиковите клонове, вследствие изчезването на ларингалите се систематизира и преустройва системата на експлозивните съгласни. В праславянски, който произлиза от сатем диалекти, в системата на експлозивните съгласни се опростява корелацията придихателни : непридихателни, като звучните и беззвучните придихателни експлозивни се сливат с непридихателните. Основно противопоставяне остава звучни : беззвучни.
След настъпилите промени в късния индоевропейски, системата на шумовите съгласни в праславянски е:
|                      | експлозивни | експлозивни | фрикативни | фрикативни |
| лабиални             | b           | p           |            |            |
| зъбни и преднонебни  | d           | t           | z          | s          |
| веларни (заднонебни) | g           | k           |            | ch         |